# William Le Roy Emmet
William Le Roy Emmet (New Rochelle, 10 de julho de 1858 — 26 de setembro de 1941) foi um engenheiro eletricista estadunidense.